# Euspilotus jenseni
Euspilotus jenseni är en skalbaggsart som först beskrevs av Heinrich Bickhardt 1911.  Euspilotus jenseni ingår i släktet Euspilotus och familjen stumpbaggar. Inga underarter finns listade i Catalogue of Life.